# 220-as évek
Évszázadok: 2. század – 3. század – 4. század
Évtizedek: 170-es évek – 180-as évek – 190-es évek – 200-as évek – 210-es évek – 220-as évek – 230-as évek – 240-es évek – 250-es évek – 260-as évek – 270-es évek
Évek: 220 221 222 223 224 225 226 227 228 229

## Események
- 220-ban a Han-dinasztia bukása Kínában, az ország először három királyságra szakad, majd a Csin-dinasztia ragadja kezébe a hatalmat.
- 224 körül I. Ardasír megalapítja a Szászánida-dinasztiát Perzsiában.

## Híres személyek
- Alexander Severus római császár (222-235)
- Uranius Antoninus szíriai ellencsászár (222)
- I. Orbán pápa (222-230)